# Константин Тјукавин
Константин Александрович Тјукавин (рус. Константин Александрович Тюкавин; Котлас, 22. јун 2002) је руски фудбалер који тренутно наступа за Динамо из Москве. Игра на позицији нападача.

## Успеси
Динамо Москва
- Куп Русије: (финале: 2021/22)[6]

Појединачни
- Награда Прва петорка за најбољег младог руског фудбалера: 2023.[7]
- Играч сезоне ФК Динамо Москва: 2022/23.[8]